# Győri program

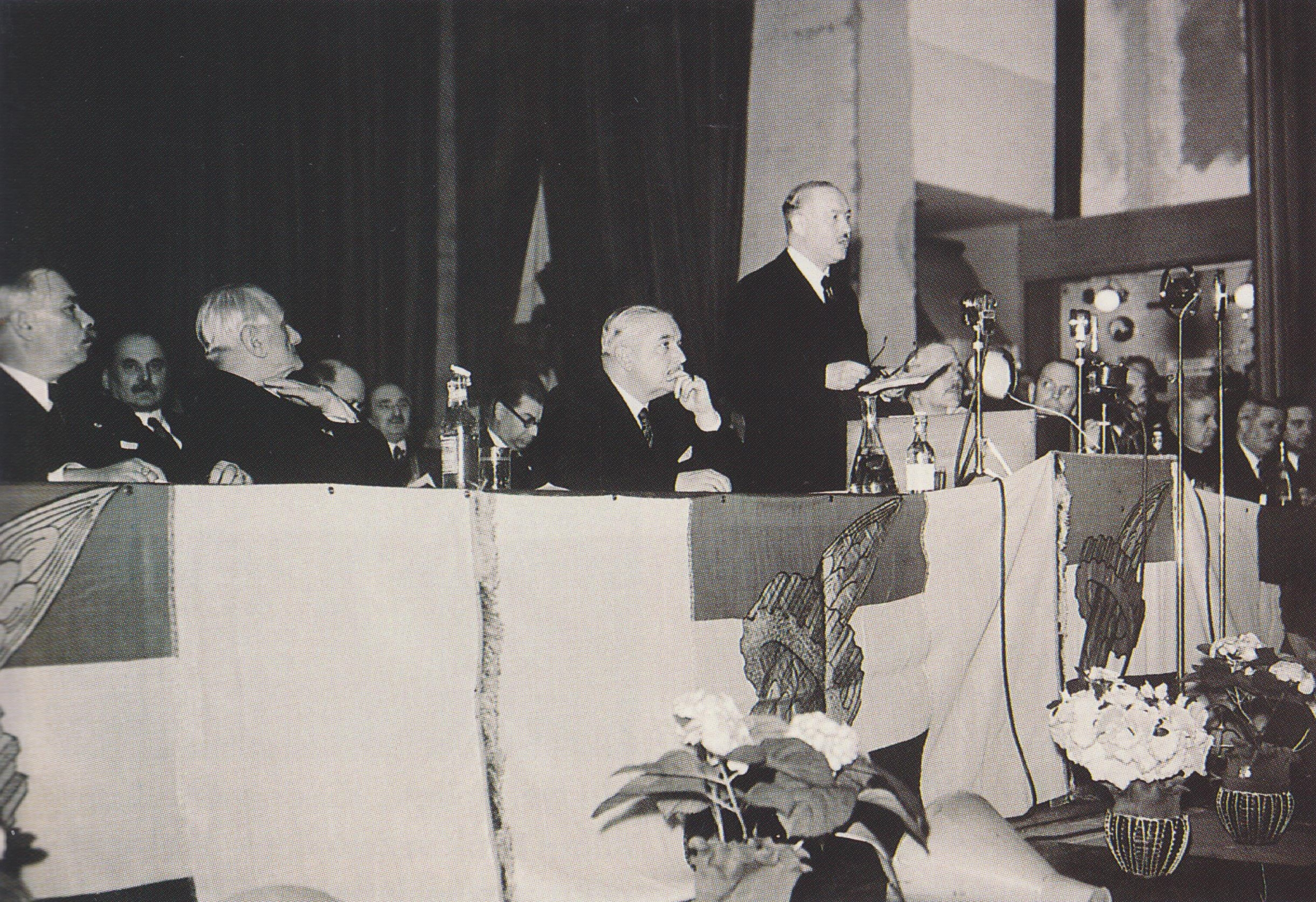
Darányi Kálmán bejelenti a győri programot

A győri program elnevezésű egymilliárd pengős hadseregfejlesztési programot Darányi Kálmán 1938. március 5-én Győrött, a kormányzópárt, a Nemzeti Egység Pártja nagygyűlésén hirdette meg. A program kidolgoztatója Imrédy Béla, a Magyar Nemzeti Bank akkori elnöke volt.
Ez az újrafelfegyverzési program új fejezetet nyitott a magyar politikában. Elhárult az akadály a trianoni békeszerződés és gazdasági nehézségek által hátráltatott fegyverkezés elől. Lehetségesnek látszott egy ütőképes, a magyar revíziós törekvések alátámasztására alkalmas haderő felfegyverzése.
Az egymilliárd pengős beruházási hitel a hadsereg állapotát és igényeit nézve viszonylag szerény volt, az ország javuló gazdasági helyzete akkor csak ezt tette lehetővé. A nemzeti adósság csökkent, a valutakeret növekedett, az 1936/37. évi 4417 millió pengő nemzeti jövedelem 22%-kal haladta meg az előző évit. A gazdaság vezető személyiségei, a tőke örömmel fogadta a beruházási programot, mert a megrendelésektől a már megtorpanással fenyegető gazdasági ciklus újabb fellendülését, hadi konjunktúrát várt.
A program katonai tartalma egy egyszeri maximális erőkifejtésre kész, 107 000 fős béke- és 150 000 fős hadilétszámú, megfelelő gépesítettségű és légierővel is rendelkező hadsereg felállítása volt 1940 végére. A „Huba I.” fedőnevű hadrend felszerelését majd 1941-től követte volna a „Huba II. és III.” hadrendek kiépítése.

## Előzményei

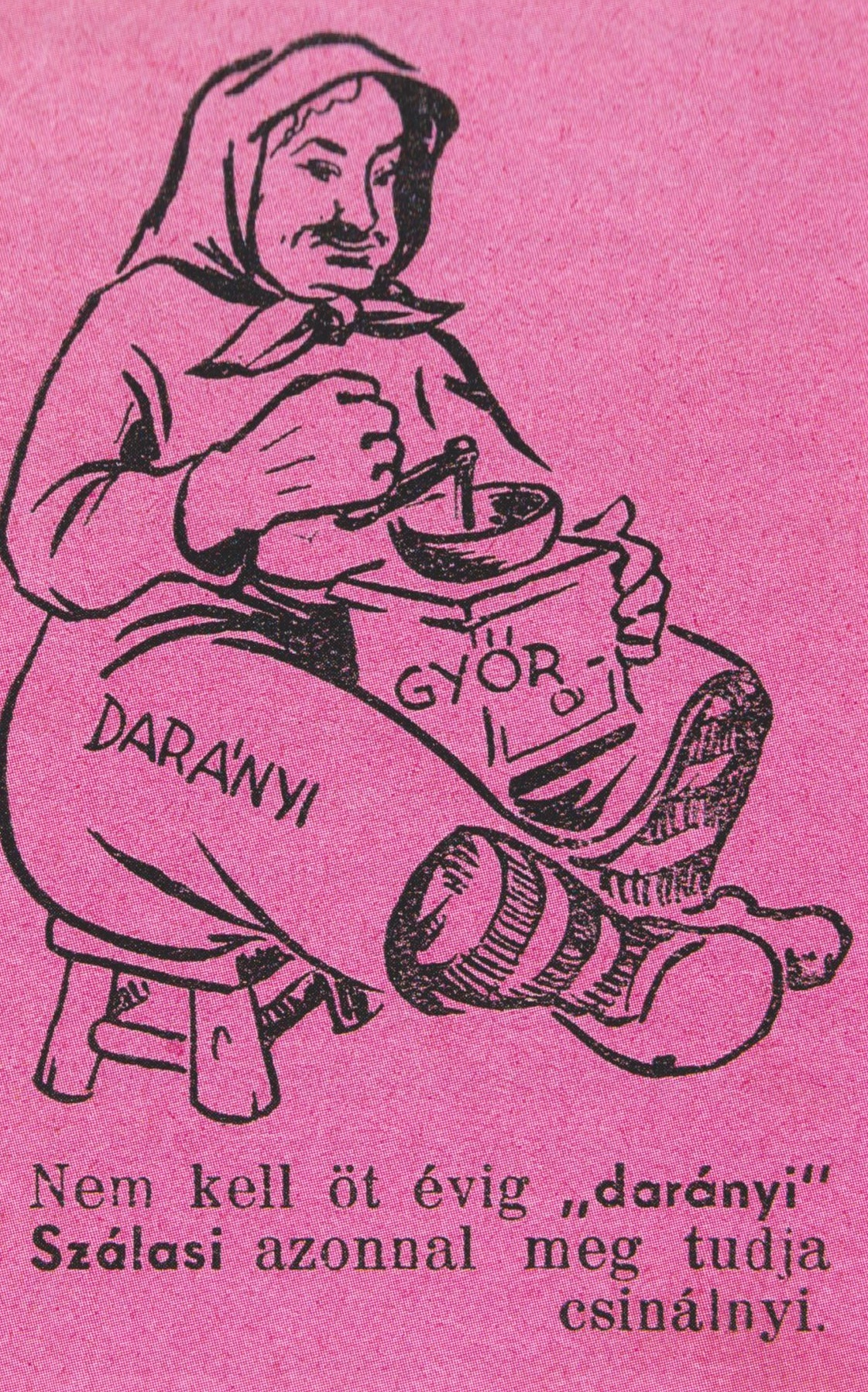
Nyilas gúnyrajz

Az 1930-as évek végétől új korszak kezdődött Európa-szerte. Az 1935. évben aláírt szovjet–francia egyezmény, valamint a Berlin–Róma és Berlin–Tokió tengely (antikomintern paktum) 1936. évi létrejöttével Európa, illetve a világ kezdett ismét két nagy és egymással szemben álló blokká alakulni.
Gömbös Gyula miniszterelnök 1936. évi halála után Darányi Kálmán kapta meg a miniszteri kinevezést, így megkezdte működését, a Darányi-kormány. Darányi elsősorban kontinuitást hirdetett, másodsorban pedig elhatárolódott mindenféle diktatórikus kísérlettől. A párt életében visszaállította a régi eljárási formákat. 
Az országban megmutatkozó átmeneti nyugalmat az is elősegítette, hogy 1936 márciusától kezdve Hitler nem hajtott végre újabb „hétvégi meglepetést”. Ennek ellenére Magyarországon nagyobb átrendeződések mentek végbe. Új hatalmi tényezőként megjelent a katonai elit, a parlamenti politikában pedig megerősödtek a szélsőjobboldali nyomások. A kormány egyre inkább tehetetlen volt eme változások ellen, és egyre alkalmatlanabbnak vélték. A Hitlerrel kötött megállapodás ellenére Magyarország hadserege nem volt felkészülve egy esetleges támadásra, ugyanakkor Ausztria határán várható volt egy nagyhatalom csapatainak megjelenése, amely a legnagyobb, legmodernebb és legjobban felszerelt volt ekkor Európában. Ennek nyomán véglegessé, hogy meg kell hirdetni egy katonai programot, mely a magyar hadsereget is esélyessé teszi a lehetséges győzelemre. A kérdés felmerülése aktivizálta a katonai köröket, illetve ténylegesen eme körök hozták előtérbe magát a kérdést.
Rátz Jenő 1936 szeptemberében lett vezérkari főnök, s már 1937-ben kidolgozta a fejlesztési tervet, amely 1 milliárd 700 millió pengős költségvetési ráfordítást vett alapul. Ugyanakkor tisztában volt azzal, hogy ha Magyarország felrúgná a trianoni béke katonai megkötöttségét, a környező államok legfeljebb diplomáciai és gazdasági lépéseket tennének, de Németország és Olaszország katonai megerősödése miatt közvetlen katonai beavatkozásra már nem vállalkoznának.
A hadsereg fejlesztése persze még 1938 tavaszán is komoly akadályokba ütközhetett volna, hiszen a versailles-i békerendszer – egyre inkább semmibe vett – korlátozó rendelkezései változatlanul éltek, a revíziós törekvések ellen éberen őrködő kisantant pedig nem volt hajlandó elismerni hazánk fegyverkezési egyenjogúságát. Paradox módon ebből a karanténból épp Edvard Beneš csehszlovák elnök támogatása jelentett kiutat: a politikus abban bízott, hogy eme gesztussal javíthatja viszonyát Magyarországgal, ugyanis román és jugoszláv szövetségesei mindinkább Berlin befolyása alá kerültek.
A változó hatalmi helyzetet az 1938 augusztusában aláírt bledi egyezmény is megmutatta, melyben a kisantant végül is megadta a fegyverkezési egyenjogúságot Magyarország számára.
Hosszú ideig tartó vita kezdődött a tervezet miatt, aminek a miniszterelnök által 1938. március 5-én Győrben meghirdetett "győri program" vetett véget. A NEP győri nagygyűlésén meghirdetett program valójában egy átfogó gazdasági akcióterv volt. 

## Leírás
A program nem volt más, mint a február 3-i Huba elnevezésű hadfejlesztési terv gazdasági megalapozása. A képviselőház áprilisban, a felsőház pedig májusban fogadta el és emelte törvényerőre a programot. Az 1938. június 2-án kihirdetésre került 1938. XX. törvénycikk felhatalmazta a kormányt 600 milliós egyszeri vagyonadó és 400 milliós hitelfelvétel kibocsátására. Ebből 600 milliót közvetlenül a fegyverkezésre, 400 milliót közvetett védelmi fejlesztésre szántak. Ütemezését 5 évben határozták meg, az első lépcsőt 1940 végéig tervezték végrehajtani (ez a legszükségesebb fejlesztéseket foglalta magában). Ez jelentette a katonai célú kutatások megindítását, a magyar ipar egy részének a hadigazdálkodásra való átállítását, a hadsereg legalapvetőbb fegyverekkel való ellátását. A második lépcsőben már egy megalapozott hadsereg minőségi és mennyiségi továbbfejlesztését tűzte ki célul. A változást tükrözte, hogy a bledi konferencián 1938. augusztus 2-3. között a kisantant államok elismerték Magyarország fegyverkezési egyenjogúságát.
A 400 millióból finanszírozták a mezőgazdaság, közlekedés, infrastruktúra és a bányászat fejlesztését is. A program egyik célja volt, hogy öt év alatt elő is teremtsék az elosztani szánt 1 milliárd pengőt. Ennek finanszírozását hosszú, illetve rövid lejáratú kölcsönök, valamint egyszeri vagyonadó kombinációjaként akarták megoldani. A 400 milliót kölcsönből, a 600 milliót pedig az egyszeri vagyonadóból.
A közvetett kiadásokra szánt 400 millió elosztása az alábbiak szerint alakult: 210 millió pengőt fordítottak az infrastruktúra fejlesztésére, 20 milliót a mezőgazdaság fejlesztésére, 19 milliót a mezőgazdasági értékesítés fejlesztésére, illetve a szolgáltatások fejlesztésére, 75 milliót mezőgazdasági hitelnyújtásra, valamint 30 milliót a népoktatásra, 36 milliót az ivóvíz ellátására és egyéb szociális fejlesztésre, a fennmaradó 10 milliót pedig a bányászat és a nyersanyagkutatás támogatására.

## Megvalósítása
Az ipar bizonyos óvatossággal fogadta a nagy feladatot, gondok akadtak a kapacitások felfuttatásával, de attól is tartottak, hogy azokra hamarosan már nem lesz szükség. Ennek dacára az ipari beruházások a „Huba I.” program 1939. márciusi kibővülésével, valamint a „Huba II.” év végi, a harckocsi-, gépjármű- és repülőgépgyártás fokozására irányuló megrendeléseinek hatására, 1939-ben jelentős növekedést mutattak. Az új gyárak alapítására és bővítésekre 6,6 millió pengőt, ipari beruházásokra 315,5 milliót fektettek be.
A konjunktúra hamarosan a csúcspontja felé közeledett. 1939 nyarán az ipari termelés volumene már 22%-kal haladta meg az egy évvel korábbit. A foglalkoztatottság is csúcspontra jutott 769 000 fővel. A fellendülés hatása a könnyű- és a fogyasztási iparban valamint a mezőgazdaságban is érezhető volt.

## Nemzetközi kontextus
Az 1938-as győri program majdnem megkésettnek mondható, hisz a környező kisantant országok hadseregeit eleve nem sújtották korlátozások, és a korszerűsítés is évekkel korábban megkezdődött. Így például Románia már 1935 áprilisában beindította fegyverkezési programját – igaz, új fegyvereinek kb. 70%-át Csehszlovákiából szerezte be.